# Dicliptera imbricata
Dicliptera imbricata är en akantusväxtart som beskrevs av Emery Clarence Leonard. Dicliptera imbricata ingår i släktet Dicliptera och familjen akantusväxter. Inga underarter finns listade i Catalogue of Life.